# Parc Trinity Bellwoods

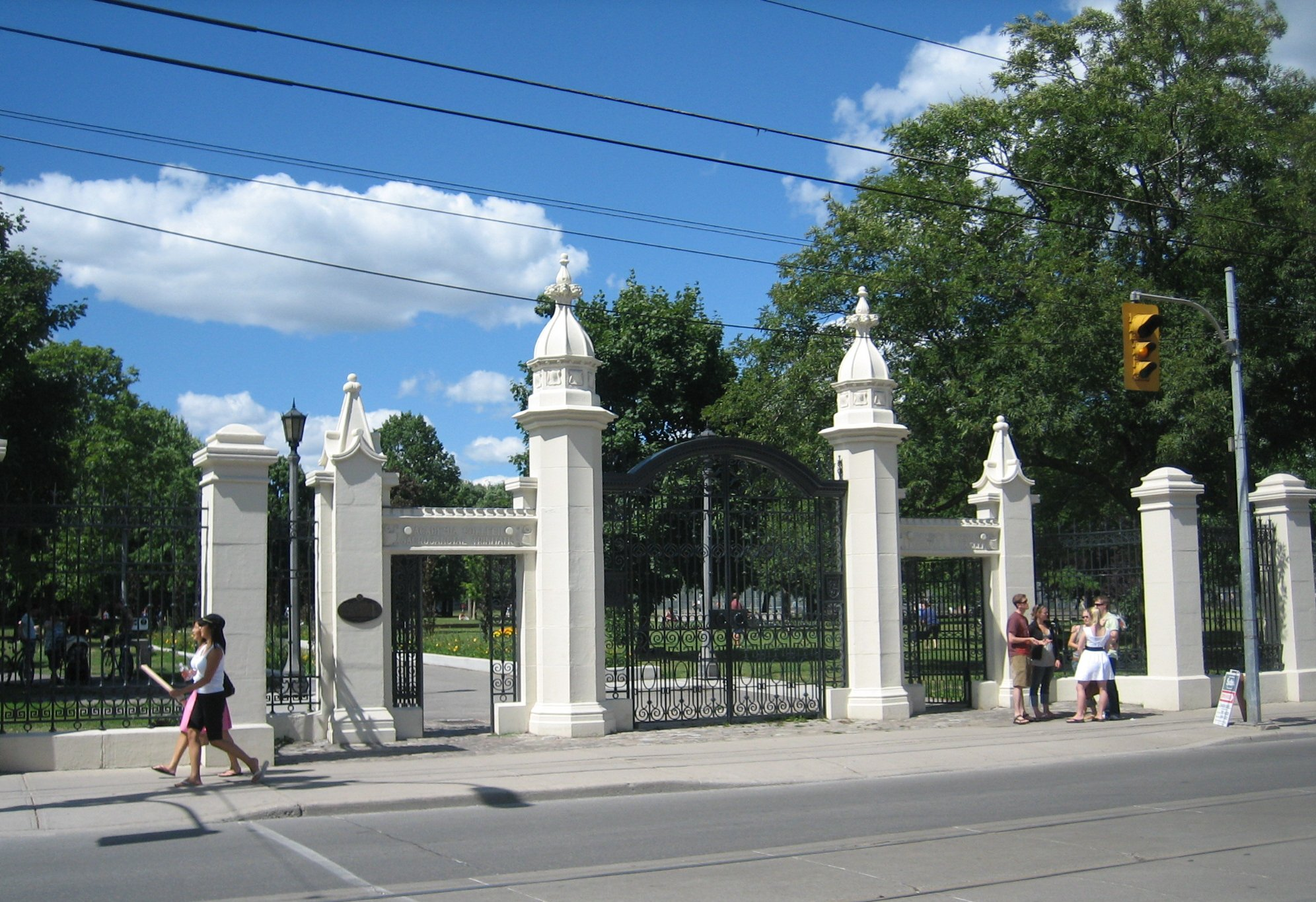
Portail de l'entrée sud du parc

Le parc Trinity-Bellwoods est un parc du centre-ville de Toronto, en Ontario, au Canada. Situé dans le quartier de Trinity-Bellwoods, il s'étend sur une surface délimitée par les rues Queen Street au sud et Dundas Street au nord, et les rues Crawford Street à l'ouest et Gore Vale Avenue à l'est. 
Une des curiosités du parc est la présence en son sein, depuis quelques décennies, d'un certain nombre d'écureuils blancs. La présence d'écureuils blancs constitue une particularité pour la ville de Toronto, celle-ci étant peuplée de nombreux écureuils noirs. L'écureuil blanc est devenu un symbole du quartier et une véritable attraction, et a donné son nom au White Squirrel Coffee, un établissement à proximité du parc.

## Sources
Articles
- (en) Anna Hill, « Treasures of Trinity Bellwoods Park », Friends of Trinity Bellwoods Park,‎ 15 février 2007 (lire en ligne)